# تشخيص متلازمة أسبرجر
هناك عوامل عديدة تعيق تشخيص متلازمة أسبرجر والتي تعد إحدى أمراض طيف التوحد. وكما هو الحال في أطياف التوحد الأخرى، فإن المصابين بمتلازمة أسبرجر لديهم صعوبات في التفاعل الاجتماعي إذ أنّ لهم تصرفات وسلوكيات مقيدة ومتكررة؛ ولكن هذه المتلازمة تختلف عن أطياف التوحد الأخرى بأنه لا يصاحبهاتأخر في اللغة أو النمو الذهني. ويرجع سبب الصعوبة في تشخيص هذه المتلازمة إلى عدم الاتفاق على معايير التشخيص، والاختلاف في التفرقة بين متلازمة أسبرجر وأطياف التوحد بأنواعها، والتساؤلات حول ما إذا كانت هذه المتلازمة تندرج تحت أطياف التوحد أصلا، وصعوبات أخرى مثل التسرّع في التشخيص أو عدم التشخيص لأسباب غير تقنية. وكما هو الحال في أطياف التوحد الأخرى، يعد التشخيص المبكر أمر هاما لتقديم الرعاية الصحية المناسبة، وكذلك التشخيص التفريقي يمكّن من التأكد من الأعراض ومن عدم تطابقها مع أعراض أمراض أخرى.

## معايير التشخيص
تعرّف متلازمة أسبرجر في الدليل التشخيصي والإحصائي للاضطرابات النفسية (DSM-IV-TR) على أنها اعتلال ذهني متفشي يعرّف بكونه قالب من الأعراض المترابطة أكثر من كونه عرضًا واحدًا واضحًا. وتتميز المتلازمة باعتلال في التفاعل الاجتماعي، وذلك بتصرفات وسلوكيات ونشاطات مقولبة ومقيدة معروفة، ولا يصاحبها أي تأخر واضح سريريًا بالنطق أو النمو الذهني. هذه الاعتلالات يجب أن تكون واضحة وجلية، ويجب أن تؤثر على النطاق الوظيفي للفرد، ويتم استقصاء التشخيص إذا توافقت المعايير والأعراض مع تشخيص التوحد.
إن الانهماك التام بمواضيع ضيقة، الإسهاب المتحيز في الحديث والانحياز لاستخدام كلمات كثيرة، السجع المقيد في الكلام، الحركات الجسدية الخرقاء أو الغير متقنة هي الأعراض المعتادة للحالة، ولكن لا يستلزم وجودها كلها للتشخيص. 
وتشابه معايير التشخيص التابعة لمنظمة الصحة العالميةICD-10 إلى حد كبير تلك الخاصة ب DSM-IV: حيث تضيف ICD-10 بيان أن الحركات الجسدية الخرقاء تعد شائعة جدًا (رغم أنها ليست أساسية في التشخيص)؛ ICD-10 تضيف أيضًا أن المهارات المميزة المنعزلة، والتي ترتبط غالباً بالانهماك الغير طبيعي، شائعة جدًا ولكنها أيضًا ليست ضرورية لعمل التشخيص؛ ومتطلبات DSM-IV بكون المتلازمة يجب أن تؤثر سلبًا في كل من النطاقات الاجتماعية والعملية وغيرها من النطاقات المهمة غير مدرجة في ICD-10.
وقد يكون تشخيص متلازمة أسبرجر شائكًا، ويرجع ذلك إلى عدم وجود معايير قياسية واضحة أو موحدة للتشخيص أو الفحوص. وفقًا للمنظمة الأمريكية الوطنية للأمراض العصبية وجلطات الدماغ، ينظر الأطباء إلى مجموعة من السلوكيات الأساسية لعمل التشخيص، منها الصعوبات في التواصل البصري، العزلة، عدم الاستجابة للنداء بالاسم، الصعوبات في استخدام الإشارات أو الإيماءات للإشارة، عدم الاهتمام باللعب أو التفاعل مع الآخرين وفقدان الاهتمام لإيجاد شريك. 

## الاعتمادية
يستخدم تشخيص متلازمة أسبرجر أو التوحد ذو الأداء الوظيفي العالي في معظم الأحيان بالتبادل؛ يمكن لنفس الطفل الحصول على تشخيصات مختلفة وفقًا لطريقة الفحص أو التشخيص المستخدمة له ووفقًا للمارس الصحي الذي سيقوم باستعمال الاختبار. التشخيص يمكن أيضًا أن يتأثر ببعض المشكلات الغير تقنية من توفر المنافع الدولية لبعض الحالات وعدم توفرها للبعض الآخر. تكاثرت المنظمات الداعمة والمساندة للآباء حول مفهوم متلازمة أسبرجر، وهناك دلالات أن هذا بحد ذاته زاد عدد التشخيصات بمتلازمة أسبرجر، والذي من الممكن أن يكون قد  أُعطي كـ “تشخيص متبقي" لبعض الأطفال ذوو الذكاء الطبيعي ممن يواجهون مشاكل اجتماعية والذين لم يندرجوا تحت تشخيص التوحد. المبالغة في التشخيص وعدمه تعد المشكلة في بعض الحالات الثانوية؛ بالإضافة إلى أن زيادة شعبية العلاج الدوائي وخياراته المتعددة والتوسع في المنافع حفزت على تشخيص المتلازمة بشكل أوسع، نتج في زيادة عدد التشخيص المبالغ فيه للأطفال الذين يعانون من أعراض غير واضحة. على النقيض، تكلفة التشخيص والفحوصات والتحديات للحصول على الدفع أدت إلى منع أو تأخر التشخيص. 

## الإجراءات
قد تميز الفحوصات الروتينية الخاصة بالنمو والتي يقوم بها الطبيب العام أو طبيب الأطفال بعض العلامات التي تستدعي المزيد من المتابعة أو الفحوصات. ويستدعي ذلك تقيمًا شاملًا  من قبل الفريق الطبي لوضع تشخيص متلازمة أسبرجر أو استقصاؤه. ويحوي عادةً هذا الفريق على أخصائي نفسي، طبيب نفسي، طبيب أعصاب، معالج نطق ولغة، معالج حرفي/مهني وأخصائيون آخرون ذوي خبرة في تشخيص هذه المتلازمة عند الأطفال. وتكون الملاحظة على جلسات متعددة؛ قد تظهر الصعوبات الاجتماعية في متلازمة أسبرجر بوضوح أكثر أثناء الفترات التي لا تكون فيها التوقعات الاجتماعية واضحة، والفترات التي يكون بها الطفل متحررًا من قيادة وإرشادات البالغين. ويتضمن التقييم الشامل للحالة تقييمًا للأعصاب والجينات، مع التعمق في الاختبارات الذهنية واختبارات اللغة والمنطق وتحديد نسبة الذكاء وتقييم الوظائف النفسية الحركية، مواطن القوة والضعف في التواصل اللفظي والغير لفظي، أسلوب التعلم، والمهارات الحياتية المستقلة. ويحتوي التقييم لمواطن القوة والضعف في التواصل الغير لفظي (النظرات والإيماءات)؛ استخدام المعاني الغير حرفية (المجاز، التهكم، السخافات والدعابات)؛ تغيير مقام الصوت أثناء الحديث، النبرة والحجم؛ الواقعية المطلقة (أخذ الأدوار والحساسية للتلميحات الشفهية)؛ والمحتوى، الوضوح والترابط المنطقي للمحادثة. وقد تحتوي الاختبارات أيضًا على تقييم للسمع لاستبعاد أي مشاكل في السمع. ومن المهم أيضًا تحديد ما إذا كان هناك تاريخ عائلي لحالات أطياف التوحد أم لا. يقوم الممارس الصحي بالتشخيص استنادًا على نتائج هذه الاختبارات، تاريخ النمو عند المريض والأعراض التي يعاني منها في الوقت الحالي. ولأنه هناك العديد من المحاور الوظيفية المتأثرة، فإنه يلزم تضمين وجود فريق طبي يحتوي على عدد من التخصصات المختلفة للتعامل مع الحالة؛ ويعد التقييم الدقيق للحالة ومواطن القوة والضعف لكل فرد بشكل خاص أكثر نفعًا من التصنيف التشخيصي. ويعد التأخر في التشخيص أو الخطأ فيه مشكلة جدية وقد تكون ذات أثر صادم أو جارح للأفراد والعوائل؛ التشخيص المبني والمنحصر على التقييم العصبي، اللغة أو الحديث أو التحصيل التعليمي قد يؤدي إلى تشخيص جزئي فقط. 
التطور في تقنية الجينات يسرلعلماء الوراثة الربط بين حوالي 40% من حالات طيف التوحد وأسباب جينية؛ وقد أوجدت دراسة تشخيصية لمتلازمة أسبرجر تشابهًا بينها وبين الاضطرابات النمائية الشاملة غير المحدده، وبعض أطياف التوحد الشاذة والتوحد الكلاسيكي. يعد التشخيص الجيني إلى حد ما غالي السعر، مما جعل الفحوصات الجينية الدورية لكل الحالات خيارًا غير عملي. ومع تطور الاختبارات الجينية بدأت العديد من المشكلات الأخلاقية، القانونية والاجتماعية بالظهور. وقد تسبق الإعلانات التجارية لهذه الاختبارات الفهم الدقيق لكيفية استخدام نتائج التحاليل، نظرًا لكونها معقدة أساسًا. 

## التشخيص المبكر
يلاحظ آباء الأطفال المصابون بمتلازمة أسبرجر الفرق في نمو أطفالهم من عمر مبكر ابتداءً من عمر الثلاثين شهرًا، بالرغم من كون التشخيص لا يُعتمد إلا على عمر الإحدى عشر سنة عادةً. ووفقًا للتعريف، فإن الأطفال المصابين بمتلازمة أسبرجر يطورون اللغة ومهارات مساعدة الذات على الوقت الطبيعي، لذلك فإن العلامات قد لا تبدو واضحةً، والتشخيص للحالة قد يتأخر إلى فترة متأخرة من الطفولة أو حتى إلى الكبر. الاعتلال في التواصل الاجتماعي قد لا يبدو واضحًا حتى يصل الطفل إلى عمر تكون فيه هذه المهارات الاجتماعية ذات أهمية عالية؛ وتلاحظ هذه الاعتلالات الاجتماعية ابتداءً عند تفاعل الطفل مع الأصحاب والشركاء في دور الرعاية أو مرحلة ما قبل المدرسة. ويتم التشخيص عادةً في الفترة العمرية ما بين الأربع سنوات والإحدى عشر سنة، وقد اقترحت إحدى الدراسات أنه من غير الممكن أصلًا تشخيص الحالات قبل الرابعة من العمر. 

## التشخيصات المحتملة
قد يحدث خطأ في تشخيص متلازمة أسبرجر باعتباره عدد من الحالات المرضية الأخرى، مؤديًا إلى الاستخدام الغير ضروري لبعض الأدوية أو حتى زيادة سوء السلوكيات؛ وقد تكون هذه الحالات جذر بعض الأمراض العقلية المقاومة للعلاجات عند البالغين. الحيرة أو الالتباس بالتشخيص يلقي عبئًا على الأفراد والعوائل وقد يؤدي بهم الحال إلى استخدام علاجات غير نافعة. هناك حالات أخرى يجب أن توضع بعين الاعتبارللتشخيصات المحتملة تتضمن أمراض اعتلال النمو المتفشي (كالاضطرابات النمائية الشاملة غير المحدده، التوحد، أمراض الطفولة الإحلالية، مرض ريت)، أطياف الفصام (الفصام، اضطراب الشخصية الفصامي، اضطراب الشخصية الانعزالية)، اضطراب فرط الحركة وتشتت الانتباه، اضطراب وسواسي قهري، الاكتئاب، الاضطراب الدلالي الواقعي، اضطرابات النمو المعقدة المتعددة، وصعوبات التعلم الغير متعلقة بالنطق.
التفرقة بين متلازمة أسبرجر وأطياف التوحد الأخرى تعتمد على حكم الطبيب المعالج ذو الخبرة. هناك تداخل كبير بين متلازمة أسبرجر وصعوبات التعلم الغير متعلقة بالنطق: كلاهما تحدث فيهما أعراض القراءة المبكرة، الإسهاب، والحماقات، ولكنها تختلف فيما بينها بكون الأطفال المصابون بمتلازمة أسبرجر يمتلكون اهتمامًات محصورةً جدًا، ويقومون بتكرار غير مبرر لتصرفاتهم، وتفاعلاتهم الاجتماعية غير طبيعية.
ويجب وضع متلازمة توريت في الاعتبار كأحد التشخيصات المحتملة: "هي في الأفراد الغير متخلفين عقليًا والذين يتميزون بالصلابة في طيف التوحد، لا سيما في هؤلاء الذين يعانون بما يسمى بمتلازمة أسبرجر، وقد تكون التفرقة غير واضحة بين هؤلاء المصابون بمتلازمة توريت بحدة أقل أو أولئك الذين يعانون من اضطراب الوسواس القهري، إذ أن الحالتين قد يحدثان في الوقت اّنه." يجب إدراج بعض المشاكل الأخرى في قائمة التشخيصات المحتملة أيضًا مثلالخرس الاختياري، اضطراب الحركة النمطية، الاضطراب ذو الاتجاهين، الإصابات الدماغية الرضية بعد الحوادث، الإصابات عند الولادة، اضطرابات السلوك، متلازمة كورنيليا دي لانج، متلازمة الجنين الكحولي، متلازمة الصبغي س الهش، عسر القراءة، متلازمة فار، فرط القراءة، ضمور المادة البيضاء بالدماغ، التصلب اللويحي المتعدد، ومتلازمة س الثلاثي.

## مجموعات متعددة من معايير التشخيص
أصبح تشخيص متلازمة أسبرجر أكثر تعقيدًا مع تعدد واختلاف الأدوات التشخيصية. فبالإضافة إلى معايير التشخيص الخاصة بـ DSM-IV وICD-10، فإنه هناك مجموعة من المعايير التشخيصية المختلفة مثل معيار بزتمار والآخر الخاص بجلبرج وجلبرج ‏ أيضًا.
ومقارنةً ب DSM-IV وICD-10، فإن شرط وجود النمو اللغوي والعقلي السليم مبكرًا غير مذكور بمعايير بزتمار، بينما يسمح معيار جلبرج وجلبرج بوجود التأخر اللغوي للتشخيص. بزتمار يؤكد على وجوب وجود الوحدة، وكلاً من بزتمار وجلبرج ضمّنا وجود «الكلام الغريب» و«اللغة» في معاييرهم. وبالرغم من أن بزتمار لم يذكر في معاييره وجوب وجود السلوكيات المبتذلة، فإنه متطلب في DSM-IV و ICD-10 وجود واحد على الأقل من أصل أربعة سلوكيات مبتذلة موضحة، واثنين على الأقل في معيار جلبرج وجلبرج. لم تذكر ردات الفعل الغير طبيعية للمحفزات الحسية في أي من المعايير، بالرغم أن هناك ارتباط بينها وبين متلازمة أسبرجر. ولأن معاير DSM-IV و ICD-10 استثنيت وجود صعوبات اللغة والكلام، فإن هذه التعريفات تستثني بعض الحالات الأصلية التي وصفها هانس أسبرجر نفسه. ونسبة لأحد الباحثين، فإنه الغالبية من المصابين بمتلازمة أسبرجر يعانون من مشاكل باللغة والكلام، ومعايير DSM–IV الحديثة تنص على «أنه عدم وجود تأثر ملحوظ على حياة الفرد المصاب بالمتلازمة تبعًا لتأخر اللغة لا يعني بالضرورة أن المصابين بمتلازمة أسبرجر لا يعانون من مشاكل بالتواصل» (منظمة الصحة النفسية الأمريكية، 2000، ص. 80). معايير جلبرج وجلبرج تعتبر الأقرب إلى المعايير الأصلية التي وصف بها أسبرجر المتلازمة؛ حيث أنها لا تشمل العدوانية واللحن في الحديث واللذان تم ذكرهم من قبل كتاب أخرين لتعريف المتلازمة.
وقد تم انتقاد معايير التشخيص DSM-IV وICD-10 لكونها واسعة وغير كافية لتقييم البالغين، ذات نطاق ضيق (لا سيما بما يتعلق لوصف هانس أسبرجر الأصلي للأفراد المصابين بالمتلازمة)، وكونها مبهمة؛ حيث أظهرت نتيجة دراسة كبيرة في عام 2007 تقارن أربعة مجموعات من المعايير إلى وجوب إعادة النظر فيم يتعلق بالمعايير التشخيصية لمتلازمة أسبرجر. وجدت الدراسة تداخل وتقاطع كامل ما بين مجموعات المعايير التشخيصية في جزئية التفاعل الاجتماعي، باستثناء أربع حالات تم تشخيصها بمعايير بزتمار لتدقيقهم فيها على جزئية الوحدة الاجتماعية. وقد وجدت أقل كمية من التداخل في معايير جلبرج وبزتمار فيما يتعلق بمتطلبات تأخر اللغة والكلام الغريب مقارنةً ب DSM-IV وICD-10، وفي المقومات الأخرى المتعلقة بالتأخر عمومًا. وجدت دراسة صغيرة عقدت عام 2008 للأطفال الذين تم تحويلهم بتشخيص تجريبي لمتلازمة أسبرجر توافق ضعيف بين مجموعة المعايير الأربعة، بتداخل يصل إلى 39%. في عام 2007، اقترح بزتمار تقسيمة جديدة لأطياف التوحد وفقًا لبعض الخصال العائلية والتي وجدت بواسطة علم الأوبئة الوراثي.  

## فروقاته مع أنواع التوحد ذو الأداء الوظيفي العالي
التفرقة بين متلازمة أسبرجر وأطياف التوحد الأخرى تمثل إلى حد ما الخطأ الذي نشأ مع اكتشاف التوحد.  ومع أن المصابين بمتلازمة أسبرجر عادة ما يتفوقون عن المصابين بالتوحد من الناحية العقلية، فإن مدى التداخل بين متلازمة أسبرجر والتوحد ذو الأداء الوظيفي العالي غير واضح إلى الآن. وعلى وجه العموم، فإن الفروقات التي تم الإعلان عنها بين متلازمة أسبرجر والتوحد من ناحية المسبب قليلة. إلا أن للتوحد ومتلازمة أسبرجر سبب مشترك، وانهم تعبيرات متغيرة للأمراض الأساسية نفسها.  لم تدعم النتائج في عرض عام 2008 للتقسيمات التفرقة بين التشخيصات، وأن أغلب الصفات الملحوظة أتت من مواصفات مقياس الذكاء.
تقسيمات أطياف التوحد الحالية لا تعكس الطبيعة الحقيقة لهذه الحالات. وأشارت إحدى اللجان في مؤتمر تخطيط البحوث التوحد المتعلقة التشخيص عام 2008 على وجود بعض المشكلات في تقسيم متلازمة أسبرجر على أنها جزء منفصل من أطياف التوحد، وقد أوصى اثنان من أصل ثلاثة فرق بإزالة اعتبار هذه المتلازمة تشخيصًا منفصلًا.
هناك معروض ملخص فيعلم النفس العصبي تم تقديمه عن متلازمة أسبرجر، إذا تم التحقق منه فإنه سيساعد في التفرقة بين متلازمة أسبرجر وطيف التوحد ذو الكفاءة العالية وسيساعد في تحديد التشخيصات المحتملة. بالمقارنة مع طيف التوحد ذو الكفاءة العالية، فإن المصابين بمتلازمة أسبرجر يعانون من اعتلالات في المهارات الغير لفظية مثل حل المشكلات البصرية المكانية والتنسيق البصري الحركي، بالإضافة إلى القدرات اللفظية العالية. 
وقد وجدت العديد من الدراسات متلازمة أسبرجر مع لمحة عصبية نفسية تناسقًا مع صعوبات التعلم غير اللفظية، ولكن فشلت عدة دراسات أخرى في تكرار ذلك. ولم يكشف عرض الدراسات نتائجًا متماشية مع «مواطن الضعف في المهارات الغير لفظية أو زيادةً في المشاكل الحركية أو المكانية مقارنةً بأولئك المصابون بالتوحد ذو الكفاءة الوظيفية العالية»، مما أدى ببعض الباحثين للجدال عن أن الزيادة في المهارات العقلية دليل لتشخيص متلازمة أسبرجر عن طيف التوحد عالي الكفاءة بغض النظر عن الاختلافات في القدرات اللفظية والغير لفظية.

## التغيرات في معايير DSM-5
النسخة الخامسة من الدليل التشخيصي والإحصائي للاضطرابات النفسية (DSM-5)، والتي نشرت في شهر مايو عام 2013، قد قامت بإلغاء كون متلازمة أسبرجر تشخيصًا منفصلًا  وقامت بإدراجه تحت أطياف التوحد، مع مقاييس حدة في نطاق حدود التشخيص الأوسع. أشارت DSM-5 إلى أن الأفراد الذين تم تشخيصهم بشكل سليم بمتلازمة أسبرجر عن طريق معايير DSM-IV يجب أن يحول تشخيصهم إلى طيف التوحد.
تنص معايير DSM-5 لتشخيص طيف التوحد على:
"أ. عجز مستمر في التواصل والتفاعل الاجتماعي عبر سياقات متعددة، كما يتجلى فيما يلي، أعراض حالية أو من التاريخ المرضي (الأمثلة توضيحية، وليست شاملة؛ أنظر النص): العجز في التبادل الاجتماعي العاطفي، متراوحًا مثلًا  بين أسلوب تعامل اجتماعي غير طبيعي والإخفاق في الأخذ والعطاء في المحادثات، إلى تقليل مشاركة الاهتمامات أو المشاعر، أو العاطفة؛ إلى الإخفاق في إنشاء ردود للتفاعلات الاجتماعية.  
عجز في السلوكيات التواصلية الغير لفظية المستخدمة في التفاعل الاجتماعي، متراوحًا مثلًا  بين سوء الاندماج في التواصل اللفظي وغير اللفظي؛ إلى عيوب في التواصل البصري ولغة الجسد أو العجز في فهم واستخدام الإيماءات؛ إلى انعدام تام في تعابير الوجه والتواصل غير اللفظي.
العجز في فهم وتنمية العلاقات والمحافظة عليها، متراوحًا مثلًا بين صعوبات في تكييف السلوك ليتناسب مع السياقات الاجتماعية المختلفة، إلى صعوبات في مشاركة اللعب التخيلي أو تكوين صداقات، إلى غياب الاهتمام في الأقران ".
"ب. أنماط متكررة ومقيدة من السلوك، الاهتمامات، أو الأنشطة، اثنين على الأقل مما يلي، يوجد حاليًا أو من التاريخ المرضي (الأمثلة توضيحية، وليست شاملة؛ انظر النص): الحركات النمطية أو المتكررة، واستخدام الأشياء أو الكلام (على سبيل المثال، الحركات النمطية البسيطة، صف اللعب أو تقليب الأشياء، الألفاظ الصدوية، العبارات الخاصة ببعض الأشخاص). الإصرار على الرتابة، والالتزام الغير مرن بالروتين، أو أنماط طقوس من السلوكيات اللفظية أو غير اللفظية (على سبيل المثال، الضيق الشديد عند حدوث تغييرات صغيرة، مواجهة صعوبات مع النقل، التفكير الجامد، طقوس المعايدة، أو الحاجة إلى اتخاذ نفس الطريق أو تناول نفس الطعام كل يوم).
الاهتمامات المقيدة جدًا والثابتة والتي تعد غير طبيعية من ناحية الحدة أو التركيز (على سبيل المثال، الارتباط القوي أو الانشغال بأشياء غير عادية، التقيد المفرط أو المواظبة الدؤوبة).
فرط أو قصور في ردود الفعل تجاه المدخلات الحسية أو الاهتمام الغير عادي بالعوامل الحسية في المحيط (على سبيل المثال، اللامبالاة الواضحة للألم / درجة الحرارة، والاستجابة السلبية لأصوات أو قوامات محددة، الإفراط في شم أو لمس الأشياء، الانجذاب المرئي مع الأضواء أو الحركات).
يجب أن تكون الأعراض موجودة في فترة النمو المبكرة (ولكن قد لا تصبح واضحة تماما حتى تتجاوز المطالب الاجتماعية القدرات المحدودة للفرد، أو أنها قد تكون حجبت باستراتيجيات تم تعلمها في وقت لاحق من الحياة). الأعراض تسبب اعتلالا واضحًا إكلينيكيا في المجالات الاجتماعية والمهنية وغيرها من المجالات المهمة وظيفيًا. لا يتم تفسير هذه الاضطرابات بشكل أفضل من خلال الإعاقة الذهنية (اضطراب النمو الفكري) أو تأخر النمو العام. الإعاقة الذهنية واضطراب طيف التوحد كثيرا ما تتواجد في نفس الوقت؛ للقيام بتشخيص اضطراب طيف التوحد والإعاقة الفكرية معًا، فإنه يجب أن يكون التواصل الاجتماعي أقل مما هو متوقع لمستوى النمو العام ".
التشخيص مقسم إلى ثلاث مستويات من الحدة.
أثار استبعاد متلازمة أسبرجر من DSM جدلًا، أذ أنه لا يزال يستخدم بشكل شائع من قبل شركات التأمين الصحي والباحثين وأجهزة الدولة والمدارس والأفراد المصابين بهذا الاضطراب. ويخشى الخبراء أن التخلص من مسمى أسبرجر سيمنع المصابين به بشكل خفيف من تشخيصهم بالتوحد. وأظهر تحليل تجميعي من 14 دراسة نشرت مدرسة جامعة كولومبيا للتمريض في أوائل 2014 أنه بينما كان هناك انخفاض بنسبة 30٪ في تشخيص اضطراب طيف التوحد في عقب نشر DSM 5، فإن الانخفاض في تشخيص متلازمة أسبرجر ليست ذات دلالة إحصائية كافية.

## اقرأ أيضًا
- Johnson CP, Myers SM, مجلس شؤون الأطفال ذوي الإعاقة (2007). «تحديد وتقييم الأطفال الذين يعانون من اضطرابات طيف التوحد». طب الأطفال 120 (5): 1183–215. doi:10.1542/peds.2007-2361. PMID 17967920. ملخص– AAP (2007-10-29).

روابط مفيدة لمقدمي الرعاية والأطباء العاملين مع الطفل المصاب بمتلازمة أسبرجر.
مجتمع كيفية تربية الأطفال المصابين بمتلازمة أسبرجر http://www.parentingaspergerscommunity.com/
مجتمع التوحد http://www.autism-society.org/about-autism/aspergers-syndrome/
جمعية نيو إنجلاند لمتلازمة أسبرجر http://www.aane.org/
التوحد يتحدث http://www.autismspeaks.org/what-
autism/asperger-syndrome
OASIS @ MAAP (مخطط كامل للمعايير التشخيصية المشار إليها في هذه المادة) http://aspergersyndrome.org/Articles/The-Epidemiology-of-Asperger-Syndrome--A-Total-Pop.aspx